# ۴-وینیل‌فنول
۴-وینیل‌فنول (به انگلیسی: 4-Vinylphenol) با فرمول شیمیایی C۸H۸O یک ترکیب شیمیایی با شناسه پاب‌کم ۶۲۴۵۳ است. که جرم مولی آن ۱۲۰٫۱۵ g/mol می‌باشد. 